# Paractenomorpha
Paractenomorpha is een geslacht van Phasmatodea uit de familie Phasmatidae. De wetenschappelijke naam van dit geslacht is voor het eerst geldig gepubliceerd in 2004 door Hennemann & Conle.

## Soorten
Het geslacht Paractenomorpha is monotypisch en omvat slechts de volgende soort:
- Paractenomorpha baehri Hennemann & Conle, 2004